# Antonio Vivaldi
Antonio Lucio Vivaldi (4. marts 1678 i Venedig – 28. juli 1741 i Wien) var en italiensk violinist og komponist. Han blev uddannet som violinist af sin far, der var violinist. Vivaldi blev præst i 1703 og kendes som il prete rosso ("den røde præst"), da han var rødhåret under parykken. Han led af svær brystsyge, antagelig angina pectoris, og hurtigt fritaget for messetjeneste.
Han blev nu kapelmester ved Pio Ospedale della Pieta; en anerkendt katolsk skole for forældreløse piger, som særligt blev uddannet i sang og musik. Stedets status som musikinstitution var markant. Vivaldi komponerede fast koncerter til Pio Ospedale della Pieta og opførte værkerne med pigerne. Vivaldi var i sin levetid kendt i hele Europa, fordi Venedigs handelsmæssige kontakter i Europa medførte kunst og kultur.
Vivaldis musik kom også til Johann Sebastian Bachs kendskab og vakte hans anerkendelse og begejstring. Bach har transskriberet flere værker af Vivaldi. Mod slutningen af Vivaldis liv skiftede musikstilen i Europa, og hans popularitet aftog. Han døde som en glemt kunstner og fik i lighed med Mozart den sædvanlige anonyme begravelse. I kirkekoret ved hans begravelse sang en ung Joseph Haydn, som videreførte den musikalske arv fra Vivaldi.

## Liv og gerning

### Opvækst
Vivaldis fader, Giovanni Battista Vivaldi (1655–1736), kom fra Brescia til Venezia som tiårig. Han var barberer som sin fader men blev senere professionel violinist. Fadern var en af grundlæggerne af Sovvegno dei musicisti di Santa Cecilia, en slags fagforening for musikere og komponister. Formand for foreningen var Giovanni Legrenzi, kapelmester i Markuskirken i Venedig og en velkendt komponist. Faderen havde et godt ry som musiker og blev i en af samtidens rejsehåndbøger nævnt som en violinvirtuos værd at høre. Han blev ansat som violinist i Markuskirken og havde som medlem af musikerforeningen Sovvegno dei musicisti di Santa Cecilia en mængde hverv indenfor det venetianske musikliv. I 1676 giftede han sig med skrædderdatteren Camilla Calicchio, og Antonio var deres førstefødte af i alt ni børn, og den eneste som blev levebrødsmusiker. Blandt Vivaldi søskende var Margarita Gabriela, Cecilia Maria, Bonaventura Tomaso, Zanetta Anna og Francesco Gaetano. Faderen kan selv have været komponist: operaen La Fedeltà sfortunata (1688) var komponeret af en Giovanni Battista Rossi, det samme navn Vivaldis fader var opført under i Sovvegno di Santa Cecilia. Navnet Rossi (rød) bar han på grund af hårfarven.
Antonio skal have kommet til verden under et jordskælv og blev døbt i al hast. Den officielle dåb i kirken skete ikke førend to måneder senere. Faderen lærte sønnen at spille violin og turnerede senere med sin unge søn. Formodentlig fik Antonio undervisning fra en meget tidlig alder med tanke på de usædvanligt gode musikkundskaber, han havde, da han allerede i en alder af 24 år begyndte at arbejde ved Ospedale della Pietà. Antonio viste tidlig sin begavelse på violin og skal allerede i ung alder have vikarieret for sin fader i orkesteret. Giovanni Legrenzi opgives at have givet Antonio undervisning i musikteori, men eftersom Legrenzi døde, da Vivaldi blot var tolv år bliver dette betvivlet – selv om han i den beskedne alder af tretten år skrev det liturgiske værk Laetatus sum (RV Anh 31), der synes påvirket af Legrenzis stil.
Vivaldi led af en medicinsk tilstand han selv omtalte som trykken for brystet, sandsynligvis en form for astma. Dette forhindrede ham ikke i at lære at spille violin, komponere eller deltage i forskellige musikaktiviteter, men blæseinstrumenter kunne han ikke spille. 15 år gammel, i 1693, begyndte han at studere til præst i den katolske kirke. Ordinationen skete, da han var 25 år, og han fik snart det kendte tilnavn il Prete Rosso ("den røde præst"), sandsynligvis fordi han i lighed med sin fader var rødhåret. Mange venetianere kendte ham kun under dette navn.

### VedConservatorio dell'Ospedale della Pietà
Efter ordinationen blev han kapellan ved kirken Sta. Maria della Pietà, og på opdrag af Francesco Gasparini violinlærer ved det tilknyttede børnehjem Ospedale della Pietà for forældreløse og forladte piger. Dette var en af fire sådanne institutioner i Republikken Venedig, finansierede af fonde indstiftede af republikken Venedig.. Deres mål var at sikre mad, husrum og uddannelse til forældreløse og forladte børn eller børn hvis forældre ikke kunne forsørge dem. Drenge lærte et håndværk, mens pigerne fik musikalsk oplæring. De mest talentfulde blev tilbage som medlemmer af Ospedales anerkendte kor og orkester. Han var, med kortere afbrydelser i forbindelse med rejser aktiv her til 1740. Han optrådte ofte med sine elever og egne værker for Venedigs adel og borgere.
I et og et halvt år holdt Vivaldi messer her, men i 1704 blev han fritaget fra denne opgave. Han beholdt præstetitlen, men det ser ikke ud til, at han var i aktiv præstetjeneste senere. I et væsentligt senere brev opgiver Vivaldi strettezza di petto, det vil sige trykken for brystet, som årsag til, at han sluttede i præstetjenesten. Mere nærliggende er det nok, at det skyldtes personlige årsager, problemer med ledelsen, at musikerhvervet gav for lidt tid til overs, og at han ikke længere var afhængig af indtægterne fra arbejdet som præst.
Det fremgår af bøgerne til Ospedale della Pietà, at han efter kort tid underviste i cello og viola d'amore samt violin. Ifølge en anekdote spillede han også cembalo.
Ospedales orkester opnåede snart en legendestatus, som lokkede talrige rejsende til byen. Fremførelserne skete under gudstjenesterne. Den største del af Vivaldis talrige violinkoncerter og sonater skrev han for Ospedale.. Af disse blev 30 violinkoncerter skrevet for hans dygtigste elev og senere kollega ved Ospedale, Anna da Violin. Disse, mere end 60, sakrale værker består af kompositioner for mange forskellige slags besætningar, solomotetter og store korværker for solister, dobbeltkor og orkester. I 1704 udvidedes hans violinlærertjeneste til også at gælde "viola all'inglese". Tjenesten som korleder (maestro di coro), som Vivaldi også havde tog meget af hans tid. Han skulle komponere et oratorium eller en koncert til hver større weekend og desuden lære børnene musikteori og at spille instrumenter.
Forholdet til Ospedales ledelse var ofte anstrengt. Lærerne var ansatte for et år ad gangen, og styret stemte hvert år hvorvidt, de skulle beholde en lærer. Vivaldi blev sjældent enstemmig valgt, og i 1709 mistede han stillingen efter 7 mod 6 stemmer. Han var da freelancemusiker i et år, men blev enstemmigt valgt ind igen i 1711, så styret forstod nok hvor vigtig, han var. I 1713 blev han ansvarlig for de musikalske aktiviteter ved institutionen og i 1716 forfremmet til maestro di' concerti (dirigent, koncertmester).
Under denne tid skrev Vivaldi det meste af sin musik, blandt andet flere operaer og koncerter. 1705 offentliggjordes den første samling af musik, Connor Cassara. Hans opus 1. er en samling af tolv sonater for to violiner og generalbas i en ganske traditionel stil. Den første trykte samling, skrevet 1705, offentliggjordes af Giuseppe Sala. 1709 kom opus 2., en samling med tolv sonater for violin og generalbas. Det virkelige gennembrud kom med samlingen af tolv koncerter for en, to og fire violiner og strygere, L'estro armonico (opus 3.), som offentliggjordes i Amsterdam 1711 af Estienne Roger. L’estro armonico tilegnedes Ferdinando de' Medici som selv var musiker og som havde støttet mange musikere så som Alessandro Scarlatti og Händel. Antagelig har han og Vivaldi mødt hinanden i Venedig. Denne dundrende succes fulgte han i 1714 op med La stravaganza (omtrent "Det ekstraordinære") op 4, en samling koncerter for soloviolin og strygerorkester tilegnet den vendianske adelsmand Vettor Dolfin.
Fra 1718 begyndte Vivaldi at foretage rejser. Til trods for hans ofte forekommende rejser betalte Pietà ham for at skrive to koncerter om måneden til orkesteret og for at repetere med det mindst fem gange, når han befandt sig i Venedig. Pietàs arkiv viser, at han blev betalt for 140 koncerter mellem 1723 og 1733.

### Operaimpresario
Vivaldi begyndte at komponere operaer allerede, mens han var ansat i Ospedale, og frem til 1739 komponerede han over 50 operaer. Den første var Ottone in villa, som blev uropført på Garzerie-teateret i Vicenza i 1713. Året efter tog Vivaldi springet over til Venezias operascene og blev impresario ved det venetianske operahus San Angelo.
I Venedig var, under det tidlige 1700-tal, opera den mest værdsatte underholdning og tillige den mest lønsomme for komponisterne. Flere teatre konkurrerede om publikums gunst. Vivaldi begyndte sin karriere som operakomponist i det stille. Hans første opera Ottone in villa (RV 729) blev ikke opført i Venedig men i Garzerie-teateret i Vicenza 1713. Året efter tog kom han til Venedig og blev impresario på Teatro Sant'Angelo hvor hans opera Orlando finto pazzo (RV 727) opførtes. Værket blev dog ikke værdsat af publikum og forestillingen måtte opgives blot efter nogle uger og blev erstattet af en reprise af en opera, som var givet året før. 1715 opførtes Nerone fatto Cesare (RV 724, ikke bevaret), med musik af syv forskellige komponister, blandt hvilke Vivaldi bidrog med mest musik, 11 arier. Denne gang blev det succes, og Vivaldi planlagde at til efterårssæsonen producere en egen opera, Arsilda regina di Ponto (RV 700). Denna blev imidlertid stoppet af censuren, som ikke brød sig om handlingen. I operaen forelsker hovedrolleindehaveren, Arsilda, sig i en kvinde, Lisea, som optræder som mandsperson. Vivaldi fik dog ophævet censuren året efter, og operaen fik endelig sin premiere og gjorde stor succes.
I samme periode bestilte Pietà flere liturgiske værker. De mest betydningsfulde var to oratorier. Det ene, Moyses Deus Pharaonis (RV 643), er gået tabt og det andet, Juditha triumphans (RV 644), som blev komponeret i 1716 med stof fra Judits bog i anledning af venetianernes sejr over tyrkerne og generobringen af øen Korfu i august samme år, er et af hans kirkelige mesterværker. Alla de 11 sangroller, både de mandlige og de kvindelige, fremførtes af piger fra Pietà. Mange af arierne indeholdt også instrumentale soloer for blokfløjter, oboer, viola d'amore og mandolin, hvilket viste pigernes brede musikalske færdigheder.
Samme år, 1716, skrev og producerede Vivaldi også to operaer, L'incoronazione di Dario (RV 719) og La costanza trionfante degli amori e degli odi (RV 706). Den sidste var så populær, at den blev udgivet på ny to år senere med titlen Artabano re dei Parti (RV 701, tabt) og blev til sidst opført i Praha i 1732. De følgende år skrev Vivaldi flere operaer, som blev opførte over hele Italien.
Vivaldis moderne operastil gav ham en del problemer med mere konservative musikere. For eksempel skrev amatørmusikeren Benedetto Marcello en pamflet med titlen Il teatro alla moda som angreb Vivaldi og den moderne operastil. Marcellofamilien var Sant'Angelo-teatrets retmæssige ejere og havde kæmpet en lang og forgæves retslig kamp for at få kontrol over det igen. Pamfletten angriber Vivaldi uden at nævne ham direkte, men omslaget viser båden Sant'Angelo med en violinspillende engel iført præstehat ombord (til venstre i båden). Den obskure tekst under billedet nævner ikke-eksisterende steder og navne, og ikke mindst ALDIVIVA som er et anagram over A.Vivaldi.
I et brev til sin vært Marchese Bentivoglio nævner Vivaldi sine 94 operaer. Imidlertid har man kun genfundet ca. 50 operaer af Vivaldi og der findes ingen dokumentation vedrørende de manglende. Muligvis kan han have overdrevet, men med tanke på hans lange tid i operabranchen er det muligt, at han faktisk skrev 94 stykker. Selv om Vivaldi skrev mange operaer, nåede han aldrig op til den berømmelse som fx Alessandro Scarlatti, Leonardo Leo og Baldassare Galuppi opnåede. Dette fremgår af hans manglende evne til at holde en produktion i gang i længere tid ved noget af de større operahuse. Hans mest fremgangsrige operaer var La constanza trionfante og Farnace som genopførtes seks gange hver.

### Rejseår
Efter stridighederne i Venezia accepterede Vivaldi et tilbud om en prestigefyldt post hos landgreve Philipp von Hessen-Darmstadt, guvernør over Mantova. Her var han i tre år fra 1718 og skrev flere operaer, blandt andet Tito Manlio (RV 738). I 1721 rejste han til Milano for at præsentere det pastorale drama La Silvia (RV 734, tabt). Året efter var han tilbage med oratoriet L'adorazione delli tre re magi al bambino Gesù (RV 645, også tabt).
Fra 1721 opholdt han sig flere gange i Rom, spillede to gange for pave Benedikt XIII og fik mange bestillinger på operaer og kirkemusik. I 1725 vendte han tilbage til Venedig og offentliggjorde fire nye operaer samme år.
I denne periode skrev han også De fire årstider, 4 violinkoncerter som beskriver de fire årstider i en musikalsk form. Tre af dem er originale værker, men den første, Forår, låner motiv fra en symfoni i første akt af operaen Il Giustino, komponeret samme år. Inspirationen til De fire årstider kom sandsynligvis fra de landlige omgivelser omkring Mantova. Musikken var revolutionerende original. I årstiderne beskriver Vivaldi klukkende bække, syngende fugle (flere arter, hver og en nøje karakteriseret), gøende hunde, stille nætter, råbende hyrder, storme, sværmende myg, berusede dansere, jægere (både fra jægerens og fra byttets perspektiv), snedækkede landskaber, skøjtende børn og brændende ild. Til hver årstid hørte en sonet, som Vivaldi selv havde skrevet, og som beskrev de scener, som musikken skildrede. Musikken offentliggjordes som de første fire dele af en samling på tolv koncerter, Il cimento dell'armonia e dell'inventione, opus 8, udgivet i Amsterdam af Le Cène 1725.
I 1726 vendte han tilbage til Venedig som musikalsk leder ved Teatro S. Angelo. Der blev han en levende legende som violinvirtuos og et valfartsmål for mange musikere fra hele Europa. På denne tid lærte han mezzosopranen Anna Girò at kende. Hun blev hans elev, protege og foretrukne prima donna. Anna og halvsøsteren Paolina fulgte Vivaldi på mange rejser, og der blev selvsagt spekuleret meget omkring dette. Vivaldi selv stod fast på, at forholdet var rent kunstnerisk, og man fandt aldrig bevis for andet end venskab og professionelt samarbejde. Mellem 1729 og 1733 besøgte Vivaldi talrige norditalienske byer: (Verona, Ancona, Reggio og Ferrara). Han var sandsynligvis også i Praha, hvor han fik uropført to operaer.

### Sidste år og død
På højden af sin karriere fik Vivaldi mange opgaver af adelspersoner og kongelige rundt om i Europa. Bryllupskantaten Gloria e Imeneo (RV 687) blev skrevet til vielsen af Ludvig XV af Frankrig og Marie Leszczyńska 1725. Opus 9, La Cetra, tilegnedes den tysk-romerske kejser Karl VI. I 1728 mødte Vivaldi kejseren personligt, da denne kom til Trieste for at inspicere byggeriet af en ny havn. Kejseren beundrede Vivaldi så meget, at det sagdes, at han havde talt mere med Vivaldi ved denne lejlighed end han havde talt med sine ministre i løbet af to år. Han gav Vivaldi en riddertitel og en guldmedalje og inviterede ham til at besøge Wien. Vivaldi gav kejseren en kopi af La Cetra, men denne version adskiller sig meget fra den, som offentliggjordes som opus 9. Formodentlig var trykningen blevet forsinket og Vivaldi havde måttet lave en foreløbig sammenskrivning.
Sammen med sin fader rejste han i 1730 til Wien og Prag, hvor hans opera Farnace (RV 711) skulle opføres. Nogle af de sene operaer var et samarbejde med to af Italiens mest fremstående forfattere på denne tid. L'Olimpiade og Catone in Utica blev skrevet af Pietro Metastasio, den vigtigste repræsentant for "Accademia dell'Arcadia" og hofpoet i Wien. La Griselda var en bearbejdning af den unge Carlo Goldoni af en tidligere libretto af Apostolo Zeno.
Vivaldis liv endte, som for mange andre komponister på denne tid, med økonomiske bekymringer. Hans kompositioner var ikke længere ligeså populære i Venedig, som de tidligere havde været. Den musikalske smag forandredes, og de blev umoderne. Vivaldi måtte sælge en stor del af sine manuskripter for ubetydelige beløb for at finansiere en flytning til Wien. Årsagen til at Vivaldi forlod Venedig er uklar, men antagelig ville han komme i kontakt med kejser Karl VI, som havde vist så stor interesse for hans musik, og håbede at blive ansat ved det kejserlige hof. På rejsen fra Venedig er det troligt, at han opholdt sig i Graz for at møde Anna Giro. Endnu mere troligt er, at hovedårsagen til rejsen til Wien var at opsætte nogle operaforestillinger, især da hans bolig lå nær Kärntnertortheater. Kort efter Vivaldis ankomst til Wien døde kejseren imidlertid den 20. oktober 1740, blot 55 år gammel. Det blev et hårdt slag for Vivaldi, som nu var uden beskyttelse og indkomst. Året efter, natten mellem den 27. og 28. juli 1741, døde Vivaldi. Vivaldi befandt sig ved sin død i den bolig, han lejede af enken efter en sadelmager. Årsagen var en "indre infektion". Den 28. juli blev han begravet i en enkel grav på sygehusets gravplads. Jordfæstelsen skete i Stefansdomen (hvor den unge Joseph Haydn da var kordreng). I prisen for begravelsen indgik klokkeringning for fattigbegravelse. Både rapporter fra samtiden og senere forskning bekræfter, at Vivaldi døde ludfattig. Han blev begravet i nærheden af Karlskirche i Wien, dér hvor Technische Universität nu ligger. Huset, han boede i, mens han var i Wien, er revet ned - det lå der, hvor Hotel Sacher senere blev opført. Mindeplaketter er sat op begge steder.

## Musik
I over 240 af Vivaldis næsten 500 koncerter er violin hovedinstrumentet. Der efter følger 39 fagotkoncerter på andenplads, koncerter for forskellige træblæserinstrumenter, nogen koncerter for cello og nogen få for viola d'amore og mandolin. Omkring 70 koncerter er skrevet for to eller flere solister og nogen for helt specielle instrumentkombinationer.
Vivaldi banede vejen for at solokoncerten og tresatsede værker fik sit gennembrud i barokmusikken. Han introducerede ritornell-formen (tilbagevendende, refrænagtige motiver) i de hurtige ydersatser, hvor orkesteret gentager en passage flere gange og veksler med solisterne, som spiller de samme motiver frit og episodisk og med modulerende passager. I den langsomme midtersats spiller solisten sangbare partier (kantilerne).
Hans henved 55 ripieno-koncerter (det vil sige uden solister) og ca. 21 kammerkoncerter (for solister uden orkester) viser en ganske heftig eksperimenteren med koncertformen. Vivaldi hævdede selv at have komponeret 94 operaer, men til nu er der blot identificeret 49. Af disse er ca. 20 helt eller delvis bevaret. Alle Vivaldis operaer er en tidlig form for dramma per musica.
Johann Georg Pisendel formidlede Vivaldis teknikker ved hoffet i Dresden, og studium og transskription af en række af Vivaldis koncerter kan have været en kritiske faktor til at hjælpe den hovedsagelig selvlærte Bach til at forstå hvordan "Ordnung", "Zusammenhang" og "Verhältnis" kunne skabes i musikken.

## Eftermæle
I løbet af sin levetid var Vivaldi populær i mange lande, herunder Frankrig, men efter hans død faldt komponistens popularitet. Efter barokperioden blev Vivaldis publicerede concerti relativt ukendte og blev stort set ignorerede. Selv Vivaldi mest berømte arbejde, De Fire Årstider, var ukendt i sin oprindelige udgave i de klassiske og romantiske perioder.
I begyndelsen af det 20. århundrede hjalp Fritz Kreislers koncert i C, i Vivaldi-stilen (som han fremstillede som et oprindeligt Vivaldi-arbejde) til, at genoplive Vivaldis omdømme. Dette ansporede den franske lærde Marc Pincherle til at starte en akademisk undersøgelse af Vivaldis værker. Mange Vivaldi-manuskripter blev genopdagede, de blev erhvervede af Torinos Nationale Universitetsbibliotek som et resultat af de turinske forretningsmænd Roberto Foa og Filippo Giordanos generøse sponsor til minde om deres sønner. Dette førte til en fornyet interesse for Vivaldi hos bl.a. Mario Rinaldi, Alfredo Casella, Ezra Pound, Olga Rudge, Desmond Chute, Arturo Toscanini, Arnold Schering og Louis Kaufman, som alle var medvirkende til Vivaldi-genoplivningen af det 20. århundrede.
I 1926 opdagede forskere i et kloster i Piemonte fjorten folio af Vivaldis arbejder, som tidligere var blevet tabt under Napoleonkrigene. Nogle manglende bind i de nummererede sæt blev opdaget i samlinger hos efterkommere af storhertugen Durazzo, som havde erhvervet klosterkomplekset i det 18. århundrede. Bindene indeholdt 300 koncerter, 19 operaer og over 100 vokalinstrumenter.
Genopvækkelsen af Vivaldis upublicerede værker i det 20. århundrede skyldes for det meste Alfredo Casella, som i 1939 organiserede den historiske Vivaldi-uge, hvor de genopdagede Gloria (RV 589) og l'Olimpiade blev genoplivet. Efter 2. verdenskrig fik Vivaldis kompositioner stor succes. Historisk informerede forestillinger, ofte på "originale instrumenter", har øget Vivaldis berømmelse endnu mere.
Nyere genopdagelser af værker af Vivaldi omfatter to salmearrangementer af Nisi Dominus (RV 803, i otte dele) og Dixit Dominus (RV 807, i elleve dele). Disse blev identificerede i henholdsvis 2003 og 2005 af den australske forsker Janice Stockigt. Vivaldi-forskeren Michael Talbot beskrev RV 807 som "uden tvivl det bedste non-operative arbejde fra Vivaldis pen, der er kommet frem i lyset siden ... ... 1920-erne". Vivaldis fortabte 1730 opera Argippo (RV 697) blev genopdaget i 2006 af harpsichordisten og dirigenten Ondřej Macek, hvis Hofmusici-orkester fremførte arbejdet i Prags slot den 3. maj 2008, dets første fremførelse siden 1730.
Vivaldis største betydning i musikhistorien ligger inden for udviklingen af solokoncerterne. Han skrev mange for violin. Desuden skrev han sonater og koncerter. Mindre kendt var hans værker for andre instrumenter (bl.a. tværfløjte, blokfløjte og mandolin). Han komponerede operaer og skrev en række messer til kirkebrug. Navnlig hans "Gloria", i D-dur, RV 589 bliver hyppigt opført.

## Værkkataloger
Den mest pålidelige fortegnelse over hans værker er lavet af den danske forsker Peter Ryom. RV (Ryom-Verzeichnis) numre efter et værk henviser til denne fortegnelse.
Vivaldi's værker tiltrak sig katalogisering som det passer sig for en stor komponist. Videnskabeligt arbejde med henblik på at øge nøjagtigheden og forskelligheden af Vivaldi-værker understøttede også nye opdagelser, der gjorde ældre kataloger ufuldstændige. Derfor kan man i forskellige arbejder, der stadig er i omløb i dag, finde nummerering under flere forskellige systemer.
Efter som de simpelthen sammenhængende Complete Edition-numre ikke afspejlede de enkelte værker (Opus-numre), i hvilke kompositioner blev grupperede, blev Fanna-numre ofte brugt sammen med CE-numre. Kombineret komplet udgave (CE)/Fanna nummerering var specielt almindelig i de italienske arbejder, der genoplivede Vivaldi, som Gli Accademici di Milano omkring midten af det 20. århundrede under Piero Santi. For eksempel blev fonokoncerten i B ♭ major, "La Notte" RV 501, CE 12, F. VIII, 1.
På trods af det akavede ved at skulle overføre Fanna-numre på Complete Edition-nummeret til en meningsfuld gruppering af Vivaldis værker, flyttede disse tal de ældre Pincherle-numre, da (gen)opdagelsen af flere manuskripter havde gjort ældre kataloger forældede.
Dette katalogiseringsarbejde blev ledet af Istituto Italiano Antonio Vivaldi, hvor Gian Francesco Malipiero var både direktør og redaktør for de publicerede arbejder (Edizioni G. Ricordi). Hans arbejde er bygget på Antonio Fanna, en venetiansk forretningsmand og instituttets grundlægger og dannede dermed en bro til det videnskabelige katalog, der dominerer i dag.
Kompositioner af Vivaldi identificeres i dag ved RV-nummer, nummeret tildelt af den danske musikforsker Peter Ryom i oversigten, der udkom i 1970-erne som "Ryom-Verzeichnis" eller "Répertoire des oeuvres d'Antonio Vivaldi". Lige som den komplette udgave før den tildeler RV ikke et enkelt, sammenhængende tal til "tilstødende" værker, der optager en af komponistens enkelte opusnumre. Dets mål som et moderne katalog er at indeksere manuskripterne og kilderne, der etablerer eksistensen og karakteren af alle kendte værker.